# Alsens socken
Alsens socken ligger i Jämtland, ingår sedan 1974 i Krokoms kommun och motsvarar från 2016 Alsens distrikt.
Socknens areal är 505,30 kvadratkilometer, varav 452,99 land. År 2000 fanns här 1 279 invånare. Orten Trångsviken samt kyrkbyn Hov med sockenkyrkan Alsens kyrka ligger i socknen.

## Administrativ historik
Alsens socken har medeltida ursprung. 
Vid kommunreformen 1862 överfördes ansvaret för de kyrkliga frågorna till Alsens församling och för de borgerliga frågorna till Alsens landskommun. Landskommunen uppgick 1974 i Krokoms kommun.
1 januari 2016 inrättades distriktet Alsen, med samma omfattning som församlingen hade 1999/2000.  
Socknen har tillhört fögderier, tingslag och domsagor enligt vad som beskrivs i artikeln Jämtland. De indelta soldaterna tillhörde Jämtlands fältjägarregemente och Jämtlands hästjägarkår.

## Geografi
Alsens socken ligger nordväst om Storsjön, kring Alsensjön och Ytterån. Socknen är en skogsbygd.
Tidigare gick Europavägen E75 genom kyrkbygden i Alsen. Numera går E14 mellan Stjördal och Sundsvall genom Trångsviken. Mellanriksbanan mellan Östersund och Trondheim går genom socknen vid Trångsviken. Genom Alsen går ett flertal vandringsleder.
Skolor finns i Hov (Hovs skola), Trångsviken och i Östbacken (Västbygdens skola).

### Orter
| - Bleckåsen - Bräcke - Ede - Finnsäter - Getan - Glösa - Hov - Hälleberg - Högåsen - Kluk | - Kougsta - Kösta - Landverk - Mo - Nordbyn - Röde - Rönningsberg - Rönnåsen - Slåtte - Trångsviken | - Valne - Viken - Vången - Värmon - Västbacken - Åberg - Åse - Östbacken |

## Historia

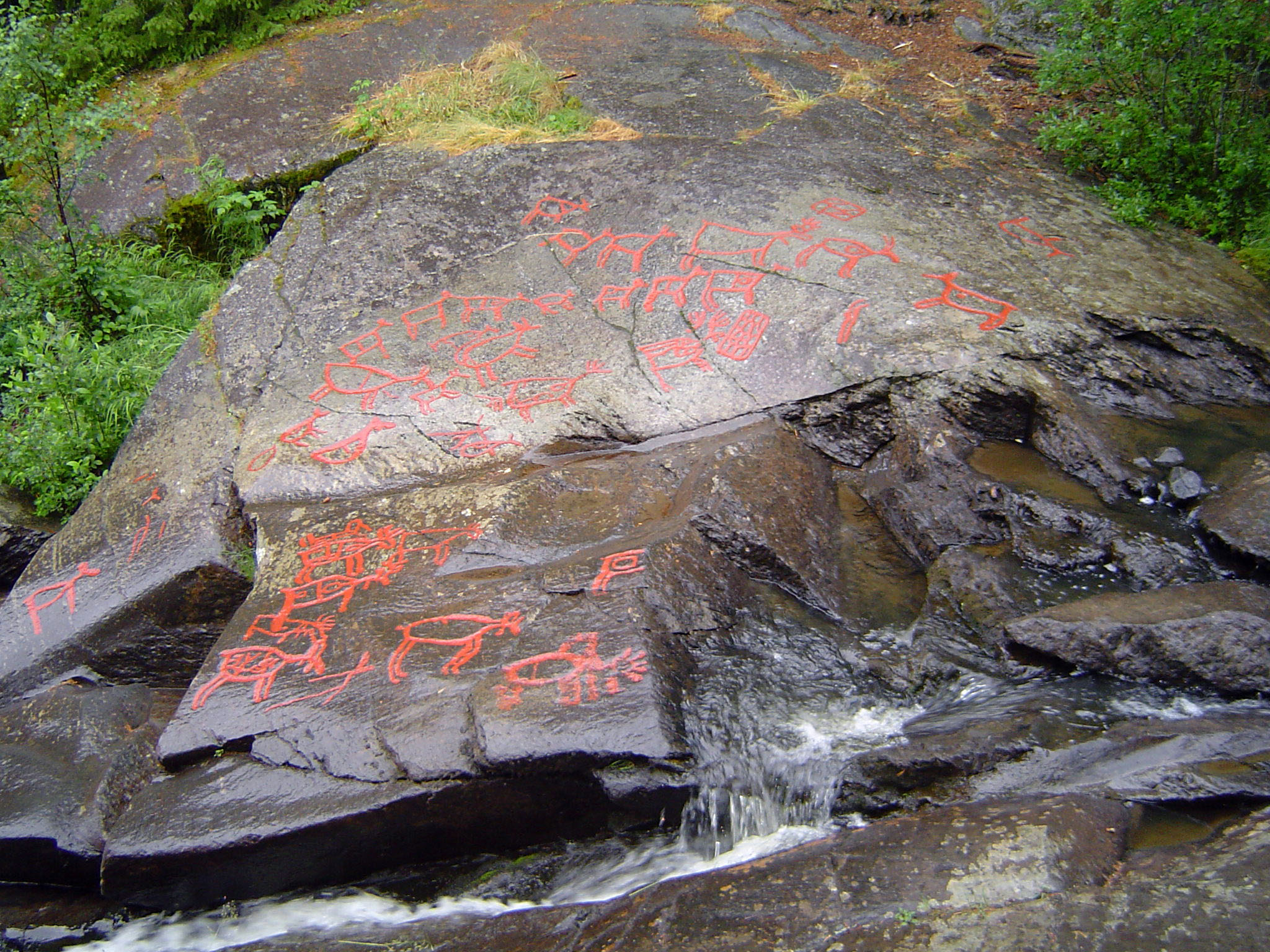
Hällristningarna vid Glösa

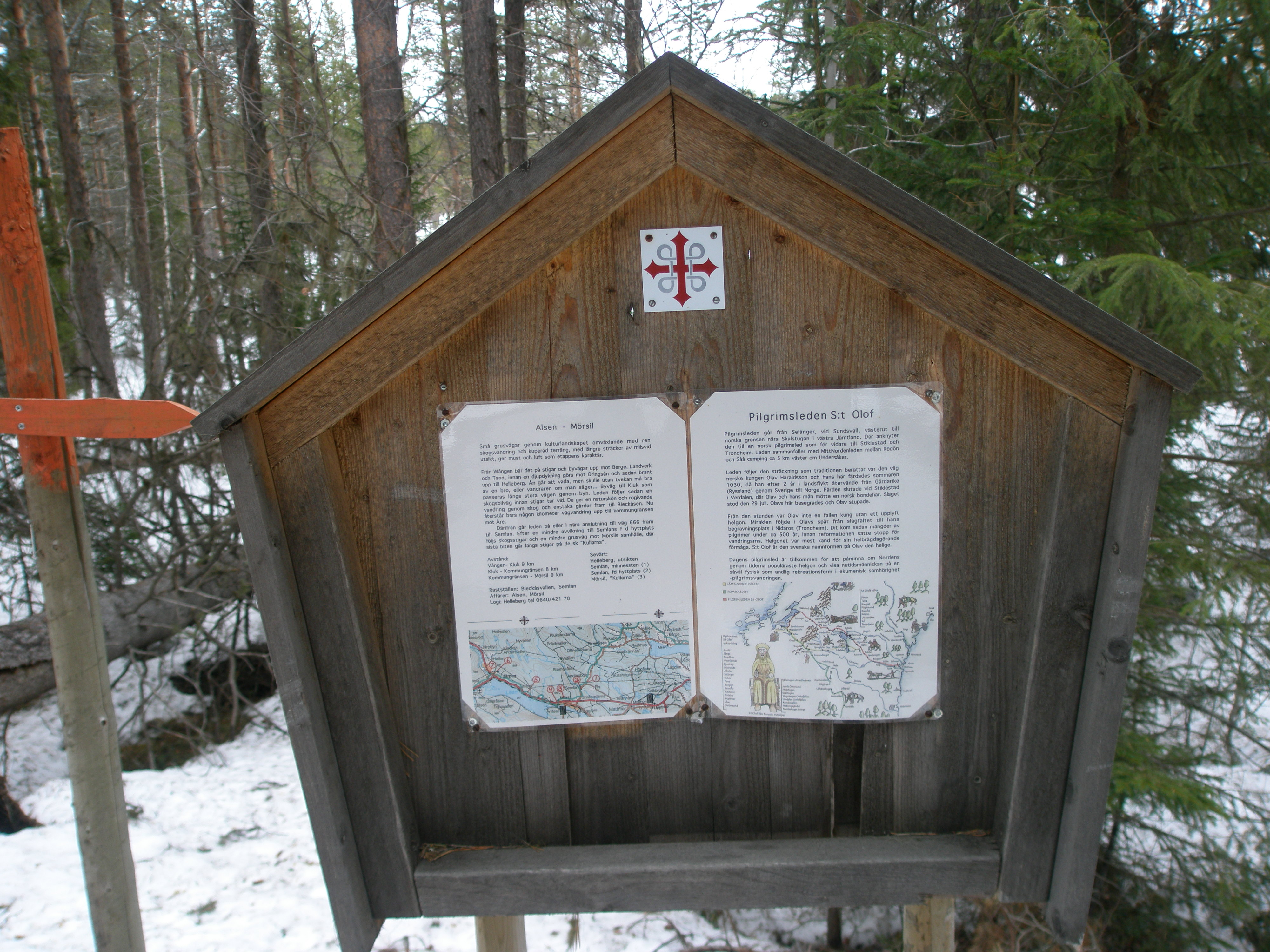
Pilgrimsleden till minne av Olav den Helige går genom Alsen

Det finns ett flertal fornlämningar i Alsen, bland annat stenåldersboplatser, cirka 165 fångstgropar, gravar samt ett stort antal ödegårdar från medeltiden. Den mest kända fornlämningen är hällristningarna i Glösa. Ristningarna innehåller bland annat 65 älgfigurer och ligger i Glösabäcken och kan vara upp mot 6.000 år gamla. En annan fornlämning är den så kallade Rysshögen, en gravhög från 800-talet mellan Vången och Glösa. I graven fanns en stor mängd järnåldersföremål som grävdes fram 1938. Järnåldersfynd har gjorts även på andra håll i socknen. Järnåldergravar finns i Hov och Vången.Från vikingatiden finns några gravar och andra fynd.
Sommaren 1030 passerade Olav den helige med sin här genom Alsen på väg mot norska Stiklestad, där han sedan kom att stupa. Enligt en tradition i Alsen skulle hällristningarna i Glösabäcken ha gjorts av Olav. Efter Olavs död kom kristna pilgrimer att söka sig till Stiklestad och Olavs grav i Trondheim. Olav den heliges väg eller pilgrimsleden gick genom centrala Alsen. 
Omkring 25 ödegårdar från medeltiden finns också i området. Ett av ödesbölen är Svedäng som övergavs i mitten av 1300-talet. Utgrävningar har gjorts och informationstavlor talar om hur bondgården såg ut på medeltiden. Ett flertal gårdar blev öde på 1300-talet, bl.a. på grund av digerdöden och ett försämrat klimat. 
I Alsen finns även ett flertal fångstgropar för vandringsälg. Älgar som kom in mellan Hällsjön i grannsocknen Offerdal och Alsensjön fångades när de gått utför Hällberget i ett långt system av fångstgropar kring Glösa. Groparna började användas på 800-talet och användes in på 1600-talet. 
Under 1500- och 1600-talen var Alsen flera gånger skådeplats för strider mellan Danmark-Norge och Sverige. Åren 1563-64 utkämpades bland annat strider vid Blodsbäcken på gränsen till Mörsil. Under Baltzarfejden 1611-13 utsattes befolkningen för en grym behandling och i samband med räfsten i Jämtland 1613 straffades ett flertal av Alsens invånare. År 1644 ägde nya strider mellan Danmark-Norge och Sverige rum i Alsen, bland annat i Valne. Genom freden i Brömsebro 1645 blev Alsen och övriga Jämtland svenskt. Nya strider ägde rum åren 1657 och 1675-79. I samband med finska kriget 1808-09 ägde nya strider rum i Alsen. I juli 1809 slöt vapenstillestånd utanför Bleckåsen mellan general von Döbeln från Sverige och kapten von Krogh från Norge.
Alsen har under historien präglats av jordbruksnäringen. I socknens båda delar - bygderna vid Alsensjön och runt Trångsviken - finns stora bördiga bondgårdar som en del av Storsjöbygden. Två stora herrgårdar är Wången och Åberg. Storskifte genomfördes under perioden 1820-1880. 
År 1923 hade Alsens socken 2 677 invånare på 505 km². Samma år hade socknen 1825 hektar åker. Resten var skogsmark. 

## Näringsliv
I Trångsviken finns ett stort antal företag, bl.a. Trangia som sedan 1925 har tillverkat friluftsartiklar. Därutöver präglas Alsen av jordbruksnäringen. Utbud av service finns framförallt i Trångsviken och Alsen. Alsen är bland annat känt för Wångens travskola. Wången startade 1903 som hingstuppfödningsanstalt och blev känt som ett centrum för avelsarbete för att bevara den nordsvenska hästen. År 1996 omformades anläggningen till en trav- och galoppskola.

## Namnet
Namnet (1344 Alsnø) kommer sannolikt från sjön, Alsensjön. Detta innehåller önamnet Alsne bildat av ala, 'växa'.

## Befolkningsutveckling
| Befolkningsutvecklingen i Alsens socken 1750–1990                                                        | Befolkningsutvecklingen i Alsens socken 1750–1990 | Befolkningsutvecklingen i Alsens socken 1750–1990 | Befolkningsutvecklingen i Alsens socken 1750–1990 | Befolkningsutvecklingen i Alsens socken 1750–1990 |
| --- | ------------------------------------------------- | ------------------------------------------------- | ------------------------------------------------- | ------------------------------------------------- |
| |                                                   |                                                   |                                                   |                                                   |
| År |                                                   |                                                   | Folkmängd                                         |                                                   |
| 1750 | 1750                                              |                                                   | 744                                               |                                                   |
| 1760 | 1760                                              |                                                   | 784                                               |                                                   |
| 1769 | 1769                                              |                                                   | 865                                               |                                                   |
| 1780 | 1780                                              |                                                   | 980                                               |                                                   |
| 1790 | 1790                                              |                                                   | 988                                               |                                                   |
| 1800 | 1800                                              |                                                   | 892                                               |                                                   |
| 1810 | 1810                                              |                                                   | 960                                               |                                                   |
| 1820 | 1820                                              |                                                   | 1 101                                             |                                                   |
| 1830 | 1830                                              |                                                   | 1 163                                             |                                                   |
| 1840 | 1840                                              |                                                   | 1 279                                             |                                                   |
| 1850 | 1850                                              |                                                   | 1 400                                             |                                                   |
| 1860 | 1860                                              |                                                   | 1 563                                             |                                                   |
| 1870 | 1870                                              |                                                   | 1 628                                             |                                                   |
| 1880 | 1880                                              |                                                   | 1 779                                             |                                                   |
| 1890 | 1890                                              |                                                   | 2 342                                             |                                                   |
| 1900 | 1900                                              |                                                   | 2 391                                             |                                                   |
| 1910 | 1910                                              |                                                   | 2 451                                             |                                                   |
| 1920 | 1920                                              |                                                   | 2 652                                             |                                                   |
| 1930 | 1930                                              |                                                   | 2 474                                             |                                                   |
| 1940 | 1940                                              |                                                   | 2 380                                             |                                                   |
| 1950 | 1950                                              |                                                   | 2 293                                             |                                                   |
| 1960 | 1960                                              |                                                   | 1 745                                             |                                                   |
| 1970 | 1970                                              |                                                   | 1 308                                             |                                                   |
| 1980 | 1980                                              |                                                   | 1 312                                             |                                                   |
| 1990 | 1990                                              |                                                   | 1 350                                             |                                                   |
| Anm: Källor: Umeå universitet - Tabellverket 1749-1859, Demografiska databasen, CEDAR, Umeå universitet. |                                                   |                                                   |                                                   |                                                   |

## Kända personer med anknytning till bygden
- Kjell Albin Abrahamson
- Haldo Hansson
- Emma Härdelin
- Sigfrid Jonsson
- Rolf Lilja
- Curt Lofterud
- Nils Olsson i Rödningsberg
- Mohamed Omar
- Nils G. Åsling
- Per Åsling
- Mark Weber